# LEN
 For alternative betydninger, se Len (flertydig). (Se også artikler, som begynder med Len)
Ligue Européenne de Natation, i daglig tale LEN, er det europæiske svømmeforbund, som er ansvarlig for bl.a. afholdelse af europamesterskaber og registrering af europæiske rekorder. LENs administrative hovedkvarter ligger i Nyon, Schweiz.
LENs øverste organ er bestyrelsen, bureauet, som består af en formand, fem næstformænd, en sekretær, en kasserer og otte menige medlemmer. Bureauet vælges på LENs kongres og sidder i fire år. Bureauet udpeger, efter indstilling af kandidater fra medlemslandene, medlemmer til en række udvalg, de tekniske komitéer, for de forskellige discipliner svømning, udspring, synkronsvømning, vandpolo og åbent vand-svømning.
Dansk Svømmeunion er medlem af LEN.

## Mesterskaber
LEN afholder en række mesterskaber i Europa. Disse er:
- Europæisk mesterskab (afholdes hvert andet år)
- Europæisk kortbanemesterskab (afholdes hvert år)
- Europæisk mesterskab i vandpolo (afholdes hvert andet år)
- Europæisk mesterskab for masters (afholdes hvert andet år)
- Europæisk juniormesterskab (afholdes hvert år)
- Europæisk mesterskab i åbent vand (afholdes hvert andet år)

Derudover afholder LEN en rækker mindre stævner i svømning for seniorer og juniorer. Der afholdes også mesterskaber og turneringer i vandpolo, samt mesterskaber for seniorer og juniorer i udspring og synkronsvømning. Et mesterskab eller en turnering afholdes altid i samarbejde med et af de nationale europæiske svømmeforbund. Forud for tildeling af mesterskaber foregår der en budrunde, hvor interesserede nationer kan indsende et bud på afholdelse af et arrangement. Det er LENs bestyrelse, der ved afstemning bestemmer, hvem der får de enkelte mesterskaber.
Dansk Svømmeunion afholdt EM på kortbane i december 2013 i Jyske Bank Boxen i Herning i samarbejde med Herning Kommune og Sport Event Denmark.

## Ekstern henvisning
- LENs hjemmeside

| Sport | Spire Denne artikel om sport er en spire som bør udbygges. Du er velkommen til at hjælpe Wikipedia ved at udvide den. |

| Forening eller organisation | Spire Denne artikel om en forening eller organisation er en spire som bør udbygges. Du er velkommen til at hjælpe Wikipedia ved at udvide den. |